# Station Saint-Vallier-sur-Rhône
Station Saint-Vallier-sur-Rhône is een spoorwegstation in de Franse gemeente Saint-Vallier.